# Битва при Вааль-Кранце
Битва при Вааль-Кранце — сражение второй англо-бурской войны. Третья неудачная попытка британской армии генерала Редверса Буллера снять осаду Ледисмита.

## Перед сражением
При первой и второй попытках освободить Ледисмит армия Редверса Буллера потерпела поражение от Луиса Бота и его бурской армии в битвах при Коленсо и Спион-Копе. Потери британцев возросли до 3000 человек, в то время как буры потеряли лишь несколько сотен.
Согласно разработанному новому плану, необходимо было попытаться отвлечь бурские резервы на высоты Бракфонтейн, проведя утреннюю демонстрацию пехотой в этом районе и подвергнув бурские позиции там сильной бомбардировке. Пока это происходило, понтонные отряды должны были восточнее навести мост через Тугелу, чтобы позволить британцам там перейти и нанести удар по крайнему левому флангу позиций буров в районе Вааль-Кранца, представлявшем собой цепь небольших холмов. После постройки моста Буллер планировал перебросить артиллерию в этот сектор и использовать ее для поддержки атаки трех бригад с целью захвата хребта. Как только это будет сделано, орудия должны были переместить на высоты, чтобы поддержать дальнейшее наступление. Первой переправлялась бригада Литтелтона, затем бригада Хилдьярда, чтобы штурмовать Грин-Хилл, затем кавалерийская бригада, чтобы направиться на Ледисмит, а за ней бригада Харта.

## Сражение

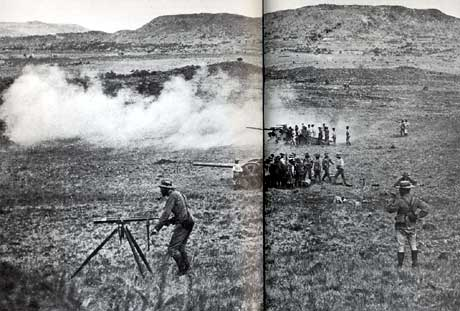
Британские орудия ведут огонь

Утром 5 февраля британские дальнобойные морские орудия обстреляли линию холмов на дальнем берегу реки Тугела, в то время как одна бригада провела демонстрацию за рекой у Потгейтерс-Дрифта.
Атакующая группа, 4-я бригада Литтелтона, перешла по понтонному мосту в Мангерс-Дрифт, в миле к востоку от Потгейтера, и направилась к Вааль-Кранцу, холму в излучине реки.
Преднамеренная медлительность, с которой Буллер позволил силам Литтелтона начать атаку, и вид единственного понтонного моста, возводимого в Мангерс-Дрифт, дали бурам убедительное предупреждение о том, что истинная линия атаки проходит на Вааль-Кранц.
Батальоны 4-й бригады захватили Вааль-Кранц, оттеснив буров на нижние склоны холма и попали под шквальный огонь с окружающих более высоких позиций противника. Буры, численность которых составляла всего около 1200 человек, под командованием Вилджоена энергично защищали Вааль-Кранц, в то время как бурские стрелки и артиллерийский огонь усиливались с окружающих высот.
Всегда колеблющийся Буллер потерял всякую уверенность в атаке и отменил приказ Хилдьярду перейти реку, оставив Литтелтона атаковать в одиночку. Затем последовал приказ Литтелтону отказаться от атаки и отступить. Литтелтон проигнорировал приказ и вызвал подкрепление. Литтелтон призвал Буллера, в частности, перебросить больше войск через реку и атаковать Дорн Клуф, позицию на холме на его правом фланге. Но Буллер убедил себя, что позиции буров слишком сильны, чтобы их можно было форсировать. Максимум, на что Буллер рискнул, — это все же усилить Литтелтона бригадой Хилдьярда.
На рассвете 6 февраля 1900 года бурская артиллерия начала сильный артиллерийский обстрел из орудий, подведенных ночью. Литтелтон и другие генералы призвали Буллера выделить больше войск и расширить позиции, атаковав Дорн Клуф. Был созван военный совет, но Буллера не удалось убедить рискнуть.
В ночь на четверг операция была прекращена, и британские войска отошли за реку Тугела, положив конец битве.

## Результаты
Пакенхэм писал, что британцы понесли 333 потери, Симонс писал о британских потерях в 30 убитых и 350 раненых, в то время как потери буров составили 30 убитыми и 50 ранеными. Буллер получил у солдат прозвища «Паромщик Тугелы» и «Сэр Назад Буллер».